# Ferrante Loffredo
Ferrante Loffredo, también conocido como Ferdinando Loffredo (1501 - Nápoles, 12 de abril de 1573), fue el I marqués de Trevico, señor de San Sossio y Zungoli, patricio napolitano; capitán de guerra y gobernador de la Tierra de Bari y de la Tierra de Otranto de 1542 a 1557, tiempos del Virreinato español de Nápoles.

## Biografía
Nació probablemente en Nápoles, hijo de Francesco (Cicco) Loffredo (viceprotonotario del reino de Nápoles y presidente del Sacro Consejo Real, perteneciente a la familia Loffredo, adscrita al patriciado napolitano) y de Beatrice Caracciolo Pisquizi, señora de Montefalcone. Primero de seis hermanos, se inició en la carrera militar y participó en las guerras que Carlos V dirigió en Italia, Alemania, Flandes y en la campaña húngara contra los otomanos. Se casó con Diana Spinelli, hija de Carlo, conde de Seminara, de quien tuvo los hijos Francesco y Carlo, y siete hijas.
En abril de 1542, fue nombrado gobernador de las provincias de Tierra de Otranto y de Bari. Para defender Apulia de las incursiones de los corsarios sarracenos en 1544, ordenó la demolición de la torre de Roca Vecchia (Roca Vieja), un torreón vigía en la costa del Adriático de Lecce, y reforzó las defensas de Ugento. En Lecce, donde también fue castellano, hizo reconstruir las murallas, amplió el castillo y erigió un arco de triunfo con una dedicatoria a Carlos V (1548).
Leal al virrey de Toledo, Loffredo desempeñó un papel importante en 1552 en la represión de la conjura de Nardó: Ferrante Sanseverino y otros nobles rebeldes pretendían ocupar Nardó y entregarla a los otomanos, aliados de Francia, pero fueron desenmascarados por Loffredo y condenados a muerte (Sanseverino huyó a Francia).
Durante la guerra de 1556-57 entre el papa Pablo IV y Felipe II, Loffredo se enfrentó a las fuerzas papales dirigidas por Antonio Carafa en los Abruzos y rechazó después el ataque de las fuerzas franco-papales del duque de Guisa, contribuyendo decisivamente a la victoria del ejército del duque de Alba, Fernando Álvarez de Toledo, virrey de Nápoles.
En 1557, tras dejar el cargo de gobernador, compró los feudos de Francavilla, Casalnuovo, Mottola y Oria (más tarde intercambiado con Ostuni). En 1560 y 1564 participó como diputado de la baronía en los Parlamentos, durante los cuales se produjeron agrias disputas entre los representantes de la nobleza y los de la ciudad de Nápoles.
Fue superintendente de las fortificaciones del reino y en 1566 envió al virrey de Nápoles un extenso informe sobre el estado de todos los castillos del reino, que posteriormente fue transmitido a Madrid. Construyó la iglesia de Monte di Dio en Nápoles. Escribió Le antichità di Pozzuolo, et luoghi convicini (Nápoles 1570, con varias reimpresiones).
Murió en Nápoles el 12 de abril de 1573. Sus hijos, el primogénito Francesco (Cicco) y el segundo, Carlo, siguieron la carrera de su padre.